# Impacto de la inteligencia artificial en la auditoria contable
La auditoría contable es esencial para garantizar la transparencia y confiabilidad financiera, está experimentando una transformación significativa gracias a la inteligencia artificial (IA). La IA automatiza procesos rutinarios, mejora la detección de fraudes, optimiza la gestión de riesgos y amplía la capacidad analítica de los auditores. Además, facilita la evaluación en tiempo real y la toma de decisiones más informadas. No obstante, su adopción también plantea desafíos éticos y técnicos, como la explicabilidad de los algoritmos, la protección de datos y la necesidad de supervisión profesional continua. El impacto de estas tecnologías es evidente tanto en auditorías internas como externas, generando un cambio profundo en las prácticas tradicionales.

## Transformación con inteligencia artificial en la auditoría contable.
El análisis del impacto de la inteligencia artificial (IA) en la auditoría contable ha sido objeto de interés en múltiples investigaciones, las cuales abordan las transformaciones que esta tecnología está generando en los procedimientos y prácticas tradicionales. La auditoría contable es una disciplina clave para garantizar la transparencia, la veracidad, exactitud, legalidad y confiabilidad de la información financiera en las organizaciones. En la actualidad, la inteligencia artificial se ha convertido en una herramienta que está transformando las metodologías tradicionales de auditoría, ya que no solo automatiza tareas rutinarias, sino que también amplía el alcance de los procedimientos y permite detectar riesgos de manera más temprana.
La implementación de la IA permite automatizar tareas rutinarias, como la conciliación de cuentas y la validación de documentos, reduciendo significativamente el tiempo y el costo de las auditorías.
Con el desarrollo de estas tecnologías emergentes, se han comenzado a experimentar transformaciones significativas, especialmente en la automatización de procesos, la detección de anomalías y el análisis de grandes volúmenes de datos. Estas innovaciones han sido objeto de estudio en diversas investigaciones académicas, tanto en auditorías internas como externas; además, plantean nuevos desafíos éticos y técnicos que requieren atención por parte de profesionales.
Uno de los mayores aportes de la IA en la auditoría es su capacidad para detectar fraudes y analizar grandes volúmenes de datos en tiempo real.
Diversas investigaciones destacan que el uso de IA en auditoría contable permite mejorar la eficiencia operativa y aumentar la capacidad para detectar fraudes, aunque también introduce desafíos éticos y técnicos que requieren atención normativa y profesional.
La inteligencia artificial (IA) está modificando profundamente la auditoría contable tradicional. Automatiza tareas rutinarias, fortalece la detección de fraudes mejora la gestión de riesgos y amplía las capacidades analíticas. Sin embargo, también plantea desafíos éticos y técnicos, como la necesidad de explicabilidad algorítmica, la protección de datos y la supervisión profesional. Tanto en auditorías internas como externas, la IA impulsa una transformación en los métodos clásicos.
Diversos estudios recientes analizan el uso de aprendizaje profundo en la detección de fraudes contables, la necesidad de hacer interpretables los algoritmos utilizados en auditoría, y el impacto general de las tecnologías emergentes en auditorías. Estas investigaciones respaldan la importancia de incorporar la IA de manera ética y efectiva en el ámbito contable. Los hallazgos obtenidos permiten comprender cómo la inteligencia artificial redefine los métodos de auditoría, mejorando su alcance y efectividad, y revelando la necesidad de afrontar nuevos desafíos éticos y profesionales.

### Aplicaciones de la inteligencia artificial en la auditoría contable
La IA en auditoría facilita la automatización de procesos como la conciliación de cuentas, permite detectar anomalías mediante algoritmos de aprendizaje automático, y emplea análisis predictivo para anticipar riesgos financieros. Además, posibilita la toma de decisiones más informadas y la evaluación en tiempo real de los estados contables, aumentando la eficiencia y la precisión del trabajo auditado.
Existen diversos estudios que examinan las principales aplicaciones de la inteligencia artificial en el ámbito de la auditoría, destacando su papel en la automatización de tareas, la detección de fraudes y la optimización del análisis de datos financieros.

### Automatización de proceso
La automatización de procesos contables consiste en el uso de tecnología para ejecutar tareas repetitivas sin intervención humana directa. En auditoría, esto ha sido clave para sustituir procedimientos manuales como conciliaciones, validaciones y registros, que solían consumir una gran cantidad de tiempo. La IA lleva esta automatización al siguiente nivel, al integrar algoritmos capaces de ejecutar múltiples tareas de forma simultánea y con alta precisión, mejorando la eficiencia del auditor.
La IA facilita la automatización de tareas rutinarias como la conciliación de cuentas, la revisión de transacciones y la validación de documentos contables. Esto permite una reducción significativa en errores humanos y una mayor velocidad en la ejecución de procesos.
Se reconoce que esta automatización no solo agiliza el trabajo contable, sino que también libera tiempo para que los contadores se enfoquen en actividades más analíticas y estratégicas, aumentando así su valor dentro de las organizaciones.

### Detección de anomalías y fraudes
La detección de fraudes y anomalías ha sido históricamente uno de los mayores retos en auditoría. Tradicionalmente, se hacía a partir del análisis manual de datos, lo cual limitaba la capacidad de descubrir irregularidades ocultas. Con la IA, esta tarea se fortalece gracias al uso de modelos de aprendizaje automático que identifican patrones inusuales en los registros contables, permitiendo así una vigilancia constante y proactiva.
Mediante algoritmos de aprendizaje automático y redes neuronales profundas, los sistemas de IA pueden identificar patrones inusuales en los datos contables, facilitando la detección temprana de fraudes o errores significativos.
Esta capacidad de detección fortalece el control interno de las empresas, ya que actúa como una herramienta de vigilancia constante que puede prevenir pérdidas financieras y mejorar la transparencia.

### Análisis predictivo
El análisis predictivo es una técnica basada en modelos estadísticos y algoritmos que permite anticipar eventos futuros a partir de datos históricos. Su aplicación en auditoría ha ganado relevancia con la IA, ya que permite prever riesgos financieros, tendencias de comportamiento contable y posibles fraudes antes de que ocurran, lo cual transforma la auditoría en una función estratégica.
La IA permite utilizar datos históricos y actuales para realizar proyecciones sobre riesgos financieros o comportamientos futuros, lo cual es útil en la toma de decisiones estratégicas y en la planificación de auditorías.
Esta herramienta predictiva contribuye a que los contadores anticipen posibles escenarios financieros y propongan acciones preventivas, reforzando su papel como asesores clave en la toma de decisiones.

### Mejora en la toma de decisiones
La toma de decisiones en auditoría depende de la calidad y oportunidad de la información disponible. Tradicionalmente, se basaba en muestras limitadas y análisis posteriores. Con la IA, los auditores acceden a información en tiempo real y a análisis automatizados que respaldan decisiones más rápidas y fundamentadas, lo cual fortalece su papel asesor.
La disponibilidad de datos en tiempo real mediante IA proporciona a los auditores información más completa y precisa, lo que permite decisiones más informadas.
Esto representa una evolución importante en la auditoría, ya que permite reaccionar con mayor rapidez ante irregularidades y tomar decisiones fundamentadas en datos confiables y actualizados.

### Evaluación en tiempo real
La evaluación contable en tiempo real ha sido difícil de implementar bajo métodos tradicionales debido a la necesidad de recopilar y procesar manualmente la información. La IA permite monitorear continuamente los registros financieros, alertando de inmediato sobre desviaciones o irregularidades, y convirtiendo la auditoría en un proceso dinámico y continuo.
Sistemas basados en IA pueden procesar información contable de forma continua, facilitando auditorías más dinámicas, con alertas inmediatas ante desviaciones relevantes.
Esta capacidad convierte a la auditoría en un proceso más dinámico, favoreciendo la prevención en lugar de la corrección, lo que mejora la eficiencia operativa y reduce los riesgos financieros.
A partir de estas evidencias, se reconoce que la inteligencia artificial ha ampliado considerablemente las capacidades técnicas de los auditores, fortaleciendo la eficiencia y precisión de los procesos de revisión contable.

### Impacto en auditoría interna y externa
En auditoría interna, la IA optimiza la detección de riesgos y mejora el análisis de datos, transformando la función de auditoría en un entorno cada vez más digitalizado. En auditoría externa, la tecnología contribuye a una revisión más exhaustiva de los estados financieros, utilizando procesamiento de lenguaje natural y análisis masivo de datos para fortalecer la transparencia y detectar errores de manera más efectiva.
Investigaciones recientes han profundizado en cómo la inteligencia artificial está transformando tanto la auditoría interna como externa, al introducir herramientas que mejoran la calidad, rapidez y alcance del análisis financiero.

#### Auditoría interna:
La auditoría interna se enfoca en evaluar los controles y procesos internos de una organización. Con la evolución tecnológica, su enfoque ha migrado de ser reactivo a ser preventivo. La IA permite a los auditores internos realizar análisis más detallados, automatizar revisiones y anticipar riesgos, transformando su rol en uno más estratégico y orientado a la mejora continua.
La inteligencia artificial (IA) está transformando la auditoría interna al automatizar procesos, mejorar la precisión en la detección de riesgos y permitir un análisis más profundo de los datos. Según un informe de EY, la adopción de tecnologías emergentes como la IA y la automatización cognitiva está revolucionando la función de auditoría interna, haciendo que sea más eficiente y precisa en un entorno empresarial cada vez más digitalizado.

#### Auditoría externa:
La auditoría externa es realizada por auditores independientes para verificar la veracidad de los estados financieros. Tradicionalmente basada en muestreo y revisión documental, esta función se ha visto profundamente transformada con la llegada de la IA. Herramientas como el procesamiento de lenguaje natural y el análisis masivo de datos permiten a los auditores externos detectar errores o inconsistencias con mayor rapidez y profundidad.
En auditorías externas, la IA contribuye a mejorar la revisión de estados financieros mediante técnicas de procesamiento de lenguaje natural y análisis de grandes volúmenes de datos. Esto permite una mayor transparencia en los informes y mejora la detección de errores o inconsistencias en la información presentada.
Estas aportaciones reflejan que la adopción de inteligencia artificial no solo moderniza los procedimientos de auditoría, sino que también impulsa una evolución significativa en los estándares de calidad y transparencia.

### Beneficios de la implementación de IA en la auditoría contable
La incorporación de la IA en la auditoría contable reduce errores humanos, permite una cobertura completa de transacciones, incrementa la eficiencia operativa y facilita la detección proactiva de fraudes. Asimismo, mejora la capacidad analítica, proporciona análisis en tiempo real y muestra una alta adaptabilidad a diferentes marcos regulatorios y contextos organizativos.
El uso de la inteligencia artificial en auditoría contable ha sido ampliamente valorado en la literatura especializada, donde se resaltan sus múltiples beneficios, desde la reducción de errores humanos hasta el aumento de la capacidad analítica.

#### Reducción de errores humanos
Los errores humanos han sido una constante en la ejecución de tareas contables debido a la repetitividad y complejidad de los procesos. La automatización mediante IA reduce significativamente este riesgo, ya que los sistemas inteligentes ejecutan instrucciones sin fatiga ni distracciones, asegurando mayor exactitud en los datos.
Al automatizar procesos repetitivos, se reduce considerablemente la probabilidad de errores humanos.
Este beneficio no solo implica una disminución general de equivocaciones, sino que se relaciona directamente con errores específicos como el registro duplicado de facturas y errores en la digitación de montos, omisiones en la conciliación bancaria o clasificación errónea de cuentas. En entornos donde se trabaja con grandes volúmenes de datos, estos errores tienden a acumularse y afectan la precisión de los estados financieros. La IA, al asumir tareas sistemáticas como la verificación de pólizas contables o la identificación de inconsistencias entre documentos y registros, actúa como un filtro preventivo frente a estos descuidos humanos.

#### Mayor cobertura de auditoría
La auditoría tradicional se basa en técnicas de muestreo debido a limitaciones de tiempo y recursos. Sin embargo, la IA ha hecho posible revisar el cien por ciento de las transacciones, lo que mejora el control y reduce el riesgo de omitir errores o fraudes ocultos en operaciones aparentemente insignificantes.
La IA permite analizar el cien por ciento de las transacciones, en lugar de una muestra estadística, lo que mejora la calidad del trabajo auditor.
El análisis del cien por ciento de las transacciones representa un cambio significativo respecto a los métodos tradicionales, que se limitaban al muestreo por cuestiones de tiempo y recursos. Desde esta perspectiva, la cobertura total permite detectar irregularidades en operaciones que normalmente no se revisarán, como pequeñas transferencias repetidas, pagos poco comunes a proveedores nuevos o transacciones fuera del horario habitual. Esto no solo incrementa la eficacia, sino que también aporta mayor equidad en la auditoría, ya que cada dato tiene la posibilidad de ser evaluado.

#### 'Eficiencia operativa
La eficiencia operativa se refiere a la capacidad de hacer más en menos tiempo, con menos recursos. En auditoría, esto se traduce en procesos más rápidos y menos costosos. La IA optimiza los tiempos de revisión y análisis, liberando al auditor para tareas más estratégicas como el juicio profesional o la evaluación de riesgos complejos.
Se optimizan tiempos y costos al realizar auditorías de manera más ágil, permitiendo al auditor enfocarse en tareas estratégicas.
También permite utilizar datos históricos y actuales para realizar proyecciones sobre riesgos financieros o comportamientos futuros, lo cual es útil en la toma de decisiones estratégicas y en la planificación de auditorías, también ofrece herramientas visuales y predictivas que ayudan a los auditores y a la gerencia a entender mejor la situación financiera.
Desde el punto de vista del auditor, este avance libera tiempo que antes se dedicaba a tareas manuales, como revisar documentos uno por uno o hacer cálculos simples, permitiendo ahora enfocarse en el análisis crítico, la interpretación de resultados o el diseño de recomendaciones. Además, herramientas como dashboards inteligentes permiten visualizar tendencias financieras o indicadores clave en segundos, lo cual acelera la toma de decisiones en tiempo real.

#### Detección proactiva de fraudes
La detección proactiva va más allá de encontrar fraudes consumados: busca prevenirlos. Gracias a algoritmos entrenados para identificar patrones sospechosos, la IA permite anticipar eventos anómalos antes de que generen consecuencias, fortaleciendo los mecanismos de control en tiempo real.
Algoritmos de aprendizaje automático detectan patrones irregulares y comportamientos anómalos en grandes conjuntos de datos contables.
Más allá de detectar fraudes ya consumados, los algoritmos de IA pueden alertar sobre patrones sospechosos que podrían derivar en prácticas ilícitas. Por ejemplo, un sistema podría detectar que un empleado realiza ajustes contables justo antes de cada cierre mensual, o que ciertas facturas presentan un número poco usual de correcciones. Esta capacidad predictiva transforma la auditoría en una función más preventiva que reactiva.

#### Análisis en tiempo real
El análisis en tiempo real permite a los auditores reaccionar inmediatamente ante cualquier desviación detectada en la contabilidad. Antes, estas revisiones eran periódicas y retrospectivas. La IA introduce una capacidad de monitoreo constante, clave en entornos de alta volatilidad y exigencias regulatorias.
Los auditores pueden obtener alertas inmediatas sobre desviaciones o riesgos relevantes, lo que permite una respuesta rápida.
El acceso instantáneo a la información contable permite una supervisión continua en lugar de evaluaciones periódicas. Esto es útil, por ejemplo, para monitorear el cumplimiento de presupuestos, detectar sobregiros en cuentas específicas o visualizar en tiempo real el impacto de una inversión. Este tipo de análisis continuo también ayuda a reducir el tiempo de respuesta ante contingencias.

#### Adaptabilidad a distintos contextos
Una de las fortalezas más relevantes de la IA es su capacidad para adaptarse a distintos marcos regulatorios, industrias y tamaños de empresa. Esto significa que puede ser útil tanto en una microempresa como en una multinacional, manteniendo su eficacia en distintos escenarios normativos.
La IA puede ajustarse a diferentes marcos regulatorios, sectores económicos y estructuras organizativas. Es aplicable en diferentes sectores, empresas y contextos regulatorios, incluyendo países con regulaciones diversas.
Una de las ventajas más relevantes de la IA en auditoría es su flexibilidad. Puede ser aplicada tanto en una pequeña empresa familiar con procesos simples como en una corporación multinacional con múltiples filiales. Además, es capaz de ajustarse a diferentes normativas contables, como las NIIF o los principios locales, lo que la convierte en una herramienta universal con posibilidades de personalización.

#### Precisión
La precisión es vital en auditoría, ya que una pequeña omisión puede derivar en grandes errores. Los sistemas basados en IA están diseñados para operar con márgenes mínimos de error, lo cual mejora la calidad de los hallazgos contables y la confiabilidad de los informes.
Mejora la detección de errores y aumenta la calidad de los hallazgos contables.
A diferencia del juicio humano, que puede verse afectado por cansancio o falta de atención, la IA mantiene un estándar constante de exactitud. Esto resulta fundamental cuando se revisan documentos complejos como contratos financieros, notas a los estados financieros o conciliaciones con múltiples partidas. Su capacidad para identificar desviaciones mínimas permite aumentar la calidad de los hallazgos.

#### Capacidad analítica ampliada
La capacidad analítica se ha expandido con la IA, ya que esta tecnología puede procesar y correlacionar grandes volúmenes de datos rápidamente. Esto permite a los auditores descubrir relaciones complejas y obtener hallazgos que serían imposibles de identificar manualmente.
Permite examinar grandes cantidades de datos con rapidez, brindando hallazgos más completos. El uso de IA no solo permite procesar más datos, sino también interpretarlos con mayor profundidad. Así, se pueden detectar relaciones que antes pasaban desapercibidas, como correlaciones entre departamentos, impacto de ciertas políticas en los resultados financieros o fluctuaciones estacionales en gastos operativos. Este tipo de análisis aporta una visión más estratégica de la información contable.
Estos beneficios evidencian el potencial transformador de la inteligencia artificial, siempre que su implementación se realice de manera estratégica y considerando las particularidades del entorno organizacional y normativo.

### Desafíos y consideraciones éticas
Entre los principales desafíos éticos de la IA en auditoría destacan la falta de aplicabilidad de algunos modelos, el riesgo de dependencia tecnológica, los problemas de privacidad de datos, los sesgos algorítmicos, la necesidad de actualización constante de sistemas y la insuficiencia de regulación. Estos factores requieren una supervisión crítica para preservar la transparencia, la justicia y la calidad profesional.
A pesar de los avances, diversos estudios advierten sobre los retos éticos y técnicos asociados a la aplicación de inteligencia artificial en auditoría, tales como la explicabilidad de los algoritmos y la protección de datos sensibles.

#### Explicabilidad de los modelos
La explicabilidad de los modelos se refiere a la capacidad de comprender cómo un algoritmo llega a una determinada conclusión. En auditoría, esta claridad es crucial para justificar decisiones. Modelos complejos como las redes neuronales suelen ser difíciles de interpretar, lo cual puede limitar su uso si no se logra explicar adecuadamente su lógica interna.
Muchos algoritmos de IA, especialmente los basados en redes neuronales profundas, son difíciles de interpretar. Esta falta de transparencia puede limitar su aceptación en entornos donde se requiere trazabilidad y justificación técnica.
Uno de los desafíos más importantes con los modelos complejos como las redes neuronales es que operan bajo mecanismos que incluso para los expertos resultan opacos. Esto representa una dificultad en entornos donde se necesita justificar por qué una transacción fue marcada como riesgosa o por qué se recomendó cierta acción contable. Por ejemplo, si un modelo de IA rechaza una operación financiera, pero el auditor no puede explicar el motivo técnico detrás de esa decisión, puede comprometer tanto la trazabilidad como la credibilidad del informe final.

#### Riesgos para la privacidad de datos
El uso de IA en auditoría implica acceder a datos altamente sensibles. Si no se protegen adecuadamente, puede haber filtraciones, usos indebidos o incumplimientos legales. Este riesgo se incrementa en entornos digitales interconectados sin protocolos de ciberseguridad sólidos.
La auditoría basada en IA requiere acceso a grandes volúmenes de datos sensibles. Esto plantea riesgos de filtraciones, mal uso o falta de cumplimiento normativo.
También implica grandes cantidades de información confidencial; como nóminas, cuentas bancarias, contratos, impuestos y datos personales de empleados. Si no se establecen protocolos de seguridad sólidos, podrían ocurrir filtraciones, accesos indebidos o mal uso de esa información. Un ejemplo sería un software de auditoría con conexión a la nube que, si no está bien encriptado, podría exponer datos sensibles a terceros.

#### Sesgos algorítmicos
Los sesgos algorítmicos ocurren cuando los modelos reproducen prejuicios presentes en los datos con los que fueron entrenados. En auditoría, esto podría generar análisis parciales o injustos, afectando la objetividad del proceso y la equidad en la revisión financiera.
Si los datos utilizados para entrenar los modelos están sesgados, la IA podría reproducir errores sistemáticos, afectando la equidad y la imparcialidad de los análisis.
Los modelos de IA aprenden a partir de los datos que se les proporcionan, por lo que, si esos datos reflejan prácticas sesgadas del pasado, la IA las perpetúa. Por ejemplo, si los datos históricos solo registran auditorías intensivas en ciertos sectores y no en otros, la IA podría enfocar sus análisis de riesgo en los mismos sectores, omitiendo otros con igual o mayor probabilidad de anomalías. Esto afecta directamente la equidad y objetividad de los resultados.

#### Actualización constante de sistemas
Los entornos contables y normativos cambian con frecuencia. Por ello, los sistemas de IA requieren actualización continua para mantenerse alineados con los requisitos legales y operativos. Esta necesidad implica inversión constante en mantenimiento y supervisión tecnológica.
Las herramientas de IA requieren mantenimiento continuo, ajustes por cambios en normativas y adaptación a nuevos entornos operativos.
Dado que la normatividad contable y fiscal está en constante evolución, los sistemas de IA deben ser ajustados periódicamente para que no trabajen con parámetros obsoletos. Esto implica recursos humanos y económicos para su mantenimiento. Por ejemplo, si cambia el umbral legal para reportar operaciones sospechosas, el sistema debe adaptarse de inmediato para no omitir reportes obligatorios ni generar alertas innecesarias.

#### Transparencia algorítmica
La transparencia algorítmica permite que los usuarios comprendan las decisiones tomadas por la IA. En auditoría, la falta de transparencia puede generar desconfianza, sobre todo si no se puede justificar por qué se detectó un riesgo o se rechazó una operación.
Muchos modelos de IA operan como “cajas negras”, dificultando la comprensión de los resultados generados. Esto afecta la confianza del auditor y los usuarios del informe.
El uso de cajas negras, representa que su lógica interna no es comprensible fácilmente. Esta falta de claridad puede generar desconfianza en los usuarios, especialmente cuando se presentan hallazgos inesperados o decisiones automatizadas sin explicación visible. Por ejemplo, si el modelo sugiere auditar a una empresa por "anomalías repetidas", pero no se puede especificar cuáles ni por qué, el auditor tendrá dificultades para justificar sus acciones.

### Dependencia tecnológica
Depender exclusivamente de este tipo de sistemas puede hacer que el juicio profesional se debilite. Aunque la IA facilita muchas tareas, sigue siendo necesario que los auditores ejerzan criterio propio, ya que hay aspectos cualitativos o contextuales que solo pueden ser evaluados por humanos.
Aunque los sistemas automatizados aportan agilidad, no deben reemplazar el juicio crítico del auditor.
Confiar exclusivamente en los sistemas automáticos podría generar decisiones erróneas si no se supervisan adecuadamente.
Si bien, la IA puede procesar grandes volúmenes de información con rapidez, no tiene la capacidad de considerar factores contextuales como lo haría un auditor humano. Por ejemplo, un sistema podría marcar como sospechosa una transferencia interbancaria inusual, sin tener en cuenta que fue previamente autorizada por una junta directiva en una reunión excepcional. En este sentido, depender por completo de la IA sin supervisión crítica puede llevar a juicios erróneos.
La excesiva automatización y dependencia tecnológica puede comprometer la capacidad crítica y el juicio profesional del auditor lo cual sigue siendo esencial en auditoría para evitar las interpretaciones erróneas.
Así mismo, podría debilitar el pensamiento crítico del auditor si este empieza a asumir que todo lo que dice la IA es correcto. Por ejemplo, si el sistema clasifica automáticamente los ingresos y gastos sin revisión humana, podrían cometer errores como confundir ingresos por intereses con ingresos por ventas. El juicio profesional sigue siendo esencial para verificar, contextualizar y matizar los resultados que ofrece la tecnología.

#### Regulación insuficiente
El marco legal para el uso de IA en auditoría aún está en construcción en muchos países. Esta falta de regulación deja vacíos sobre la responsabilidad legal ante errores del sistema o decisiones incorrectas derivadas de algoritmos, lo que representa un riesgo legal y ético.
El uso de IA en auditoría aún no está completamente regulado en muchas jurisdicciones, lo que genera incertidumbre legal.
El avance tecnológico en auditoría ha sido más rápido que el desarrollo de marcos legales que lo regulen, lo cual genera vacíos normativos. Desde esta perspectiva, una persona interesada en el tema puede observar que, aunque ya se aplican herramientas de IA en auditoría, muchas legislaciones no establecen con claridad quién es responsable si el sistema falla, cómo deben manejarse los datos procesados o qué estándares deben seguir los algoritmos utilizados. Por ejemplo, si un software de IA emite un falso positivo que lleva a sanciones injustificadas a una empresa auditada, no hay normativas claras en muchos países sobre cómo se deben resolver esas situaciones ni quién debe responder legalmente. Esta falta de regulación puede generar desconfianza tanto en los usuarios de los informes como en los mismos auditores.
Las reflexiones derivadas de estos análisis subrayan la importancia de adoptar enfoques responsables y críticos en el uso de tecnologías emergentes, preservando los principios fundamentales de la auditoría contable.